# سيمون روبرتس (لاعب كريكت)
سيمون روبرتس (7 فبراير 1983 في المملكة المتحدة - )  (بالإنجليزية: Simon Roberts)‏ هو لاعب كريكت بريطاني. لعب مع Herefordshire County Cricket Club ‏.